# Alabama Thunderpussy
Alabama Thunderpussy (aktiva mellan 1995 och 2008) är ett band från Richmond, Virginia, USA, som startades 1996 av Bryan Cox, Erik Larson och Asechiah Bogdan. Deras musik är en blandning av stonerrock, heavy metal, hårdrock, sydstatsrock och punk, men förknippas alltid med stoner-vågen.
Deras första tre skivor Rise Again, Constellation och River City Revival gavs ut på Mans Ruins Records, som senare sålde rättigheterna till Relapse Records, där bandet senare gav ut Staring at the Divine, Fulton Hill och Open Fire.

## Medlemmar
Senaste medlemmar
- Mikey Bryant – basgitarr
- Ryan Lake – gitarr
- Kyle Thomas – sång
- Bryan Cox – trummor (1996–?)
- Erik Larson – gitarr (1996–?)

Tidigare medlemmar
- Bingo Tunnel – basgitarr
- Sam Krivanec – basgitarr
- Bill Storms – basgitarr (död 2011)
- John Peters – basgitarr
- Johnny Throckmorton – sång (1996–2002)
- Asechiah "Cleetus LeRoque" Bogden – gitarr (1996–?)
- Johnny Weils – sång (2002–?)

## Diskografi
Studioalbum
- 1998 – Rise Again
- 1999 – River City Revival
- 2000 – Constellation
- 2001 – Staring at the Divine
- 2004 – Fulton Hill
- 2007 – Open Fire

Livealbum
- 2008 – Live at the Contamination Festival

EP
- 2000 – Alabama Thunderpussy / Halfway to Gone (delad EP)

Singlar
- 2000 – "Freelance Fiend / Can't Feel Nothing" (delad singel: Orange Goblin / Alabama Thunderpussy)